# Luddenden Foot
Luddenden Foot är en ort i unparished area Sowerby Bridge, i distriktet Calderdale, Storbritannien. Den ligger i grevskapet West Yorkshire och riksdelen England, i den centrala delen av landet, 270 km nordväst om huvudstaden London. Luddenden Foot ligger 114 meter över havet och antalet invånare är 2 283. Luddenden Foot var en civil parish 1894–1937 när blev den en del av Sowerby Bridge. Civil parish hade 2 881 invånare år 1931.
Terrängen runt Luddenden Foot är varierad. Luddenden Foot ligger nere i en dal. Runt Luddenden Foot är det tätbefolkat, med 913 invånare per kvadratkilometer. Närmaste större samhälle är Bradford, 15,2 km nordost om Luddenden Foot. Trakten runt Luddenden Foot består i huvudsak av gräsmarker.